# Ganggrab im Flintinge Byskov

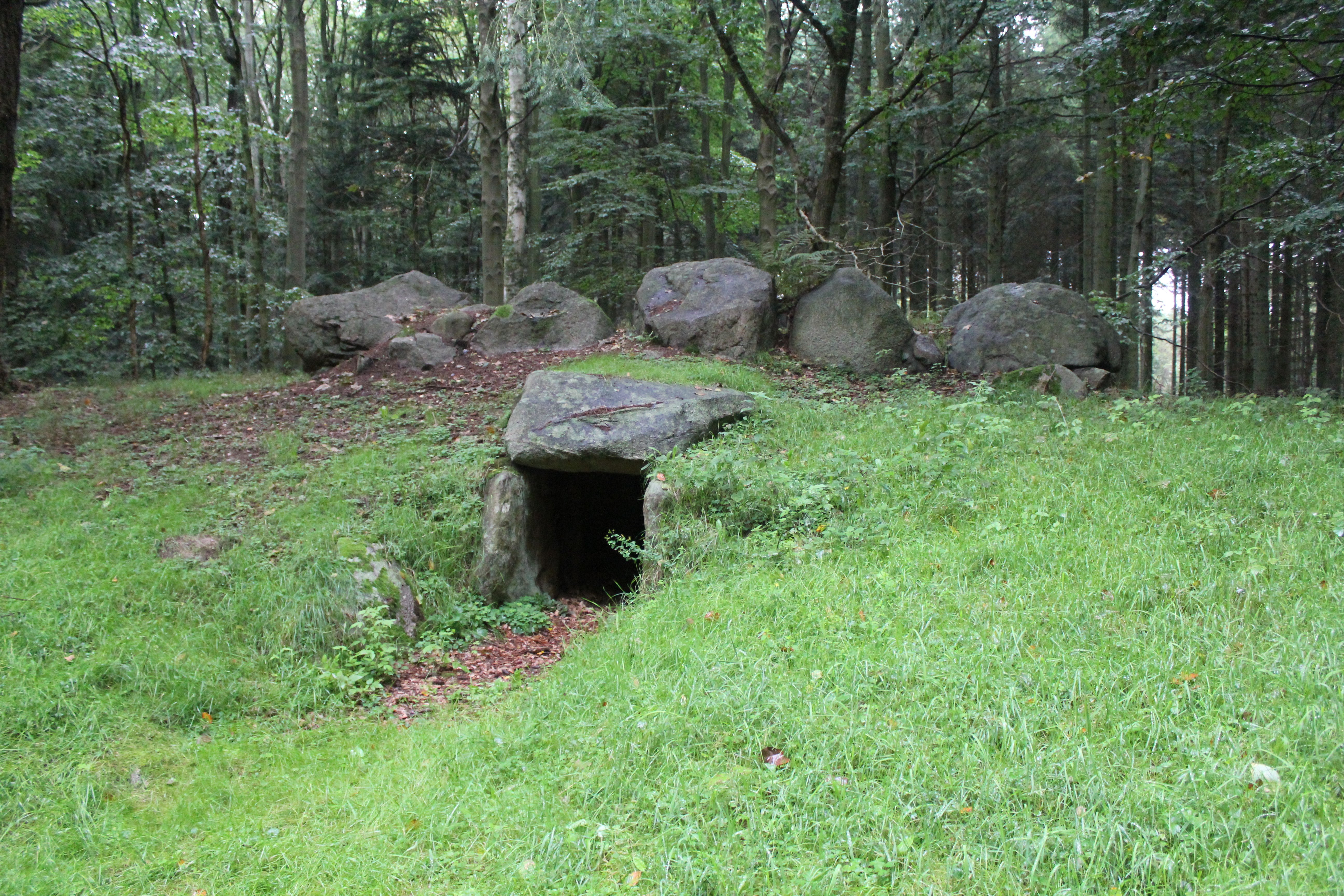
Ganggrab im Flintinge Byskov

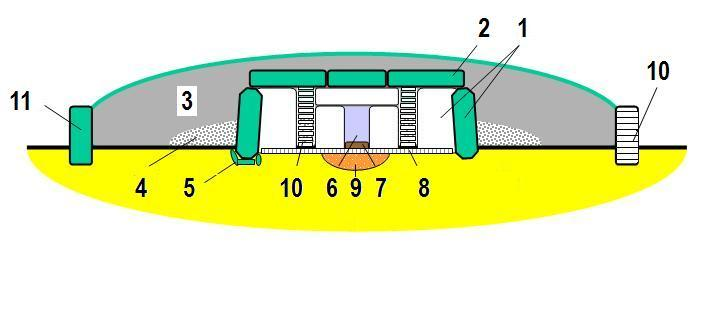
Schema Ganggrab (Querschnitt) 1=Trag-, 2= Deckstein, 3=Erdhügel, 4=Dichtung, 5=Verkeilsteine, 6=Zugang, 7= Schwellenstein. 8=Bodenplatten, 9=Unterbodendepots, 10=Zwischenmauerwerk 11=Randsteine

Das Ganggrab im Flintinge Byskov (Wald) liegt nördlich von Hydesby und südlich der Hauptstraße Nr. 9 zwischen Sakskøbing und Nykøbing Falster auf der dänischen Insel Lolland. Das Hünengrab ist in Dänemark eines der bekanntesten. Es stammt aus der Jungsteinzeit 3500–2800 v. Chr. und ist eine Megalithanlage der Trichterbecherkultur (TBK). Das Ganggrab ist eine Bauform jungsteinzeitlicher Megalithanlagen, die aus einer Kammer und einem baulich abgesetzten, lateralen Gang besteht. Diese Form ist primär in Dänemark, Deutschland und Skandinavien, sowie vereinzelt in Frankreich und den Niederlanden zu finden.

## Beschreibung
In die 7,25 m lange und 1,75 m breite Kammer des Ganggrabes (dän. Jættestue) führt ein 3,75 m langer verhältnismäßig weiter, für die Inselanlagen typischer Gang. Die weitgehend intakte nahezu rechteckige Kammer hat 15 Tragsteine und fünf große freiliegende Decksteine.

## Funde
Sie wurde bereits 1879 in Anwesenheit von J. J. A. Worsaae (1821–1885) ausgegraben. Während der Ausgrabung fanden sich Äxte, Meißel, Speerspitzen und Abschläge aus Feuerstein. Außerdem enthielt die Kammer viele Skelettteile, Bernsteinperlen und verzierte Scherben der Trichterbecherkultur (TBK), deren Angehörige die Anlage zwischen 3500 und 2800 v. Chr. erstellten. Bemerkenswert war, dass in einer Ecke der Kammer Bronze gefunden wurde, die anzeigt, dass die Menschen der  Bronzezeit das Ganggrab mehr als tausend Jahre, nachdem es gebaut wurde, für Nachbestattungen verwendeten.

## In der Nähe
Im Wald liegen mehrere Monumente. Nordwestlich liegt ein kleiner Langhügel mit 25 erhaltenen Randsteinen und zwei Kammern, von denen nur eine Decksteine hat. Südlich liegt ein weiterer Langhügel mit einer gestörten Kammer ohne Decksteine. Am Waldrand befindet sich ein Langhügel mit zwei Kammern. Eine wird von einem großen Deckstein bedeckt.